# 陂西镇
陂西镇，是中华人民共和国陕西省咸陽市三原县下辖的一个乡镇级行政单位。
2015年，陕西省民政厅批复同意撤销安乐镇，并入陂西镇。

## 行政区划
陂西镇下辖以下地区：
东毛村、西毛村、雁北村、山西庄村、闫家滩村、崔家村、新庄王村、蔡家村、中王村、桃李村、余渭村、安乐村、共富村、陂西村、西贾村、三桥村、西邓村、东尧村、大门村、王化村、木赵村、庙东村、南李村、大华村、渠家村和庙张村。